# Plumaugat
Plumaugat [plymoɡat]  est une commune du département des Côtes-d'Armor, dans la région Bretagne, en France.

## Géographie
La commune de Plumaugat est située à la limite de l'Ille-et-Vilaine, à 4 km de la RN 12 (reliant Rennes à Saint-Brieuc).
Plumaugat est parcourue par la Rance ce qui lui confère un aspect vallonné.
Les paysages y sont principalement de bocages avec toutefois des forêts (14 % du territoire environ).
|          | Broons           | Caulnes, Saint-Jouan-de-l'Isle        |
| Lanrelas | Plumaugat        | Quédillac (Ille-et-Vilaine)           |
| Trémorel | Loscouët-sur-Meu | Saint-Méen-le-Grand (Ille-et-Vilaine) |

### Hydrographie
Pour un article plus général, voir Réseau hydrographique des Côtes-d'Armor.
La commune est située dans le bassin Loire-Bretagne. Elle est drainée par la Rance, le Garun, le Frémeur et le ruisseau de loziers,,.
La Rance, d'une longueur de 104 km, prend sa source dans la commune du Mené et se jette  dans la Manche entre Dinard et Saint-Malo, après avoir traversé 28 communes.  Les caractéristiques hydrologiques de la Rance sont données par la station hydrologique située sur la commune de Saint-Jouan-de-l'Isle. Le débit moyen mensuel est de 1,21 m3/s. Le débit moyen journalier maximum est de 41,3 m3/s, atteint lors de la crue du 28 février 2010. Le débit instantané maximal est quant à lui de 64,1 m3/s, atteint le même jour.
Le Garun, d'une longueur de 30 km, prend sa source dans la commune de Loscouët-sur-Meu et se jette  dans le Meu à Montfort-sur-Meu, après avoir traversé onze communes. 
Le Frémeur, d'une longueur de 20 km, prend sa source dans la commune  et se jette  dans la Rance à Caulnes, après avoir traversé cinq communes. 
Un plan d'eau complète le réseau hydrographique : l'étang de Loziers, d'une superficie totale de 6,6 ha (2,76 ha sur la commune),.

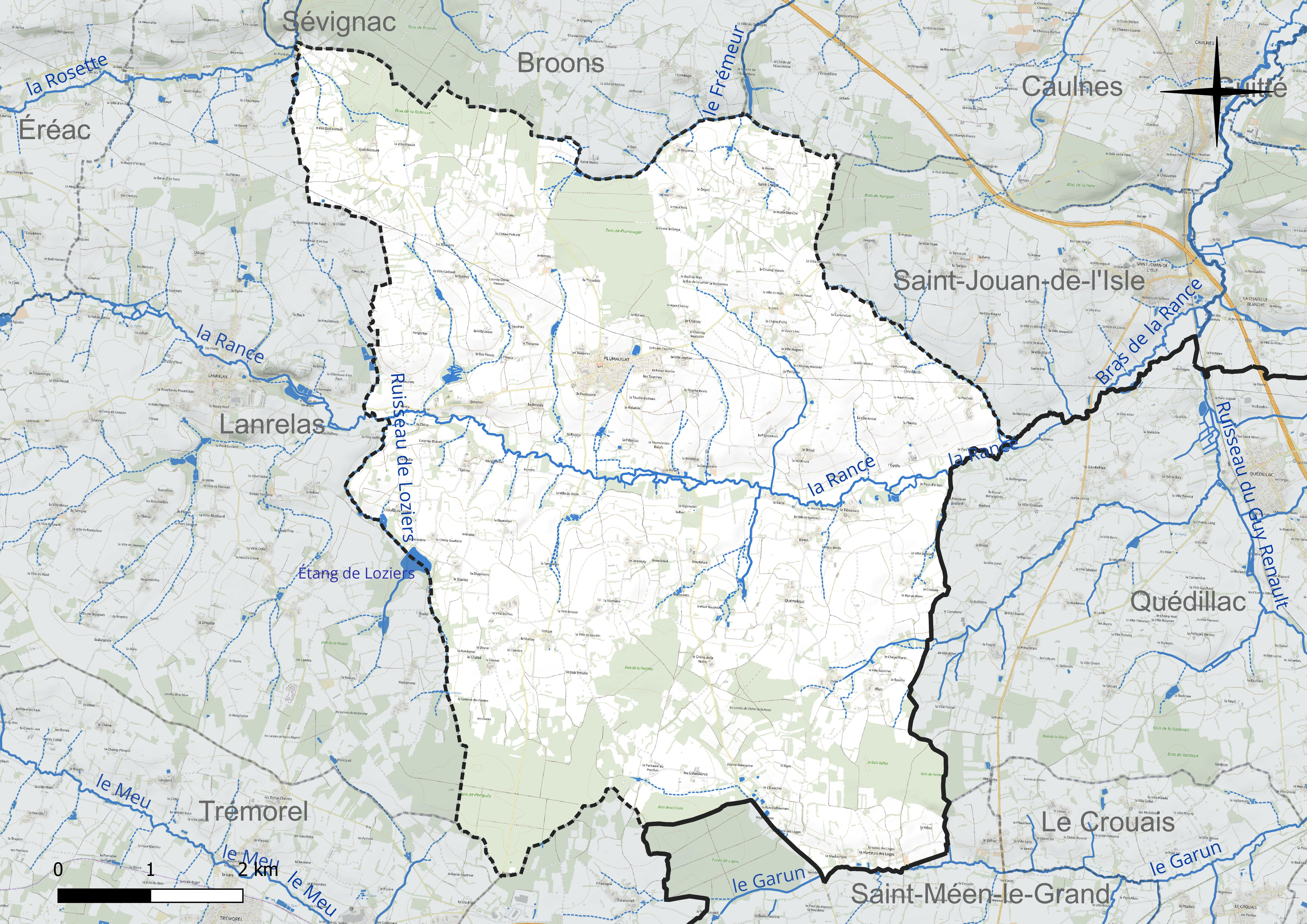
Réseau hydrographique de Plumaugat.

### Climat
Pour des articles plus généraux, voir Climat de la Bretagne et Climat des Côtes-d'Armor.
En 2010, le climat de la commune est de type climat océanique franc, selon une étude du CNRS s'appuyant sur une série de données couvrant la période 1971-2000. En 2020, Météo-France publie une typologie des climats de la France métropolitaine dans laquelle la commune est exposée à un climat océanique et est dans la région climatique Bretagne orientale et méridionale, Pays nantais, Vendée, caractérisée par une faible pluviométrie en été et une bonne insolation. Parallèlement l'observatoire de l'environnement en Bretagne publie en 2020 un zonage climatique de la région Bretagne, s'appuyant sur des données de Météo-France de 2009. La commune est, selon ce zonage, dans la zone « Intérieur Est », avec des hivers frais, des étés chauds et des pluies modérées).
Pour la période 1971-2000, la température annuelle moyenne est de 11,1 °C, avec une amplitude thermique annuelle de 12,1 °C. Le cumul annuel moyen de précipitations est de 783 mm, avec 12,8 jours de précipitations en janvier et 6,4 jours en juillet. Pour la période 1991-2020, la température moyenne annuelle observée sur la station météorologique la plus proche, située sur la commune de Merdrignac à 15 km à vol d'oiseau, est de 11,7 °C et le cumul annuel moyen de précipitations est de 905,0 mm,. Pour l'avenir, les paramètres climatiques de la commune estimés pour 2050 selon différents scénarios d'émission de gaz à effet de serre sont consultables sur un site dédié publié par Météo-France en novembre 2022.

## Urbanisme

### Typologie
Au 1er janvier 2024, Plumaugat est catégorisée commune rurale à habitat très dispersé, selon la nouvelle grille communale de densité à 7 niveaux définie par l'Insee en 2022.
Elle est située hors unité urbaine et hors attraction des villes,.

### Occupation des sols
L'occupation des sols de la commune, telle qu'elle ressort de la base de données européenne d’occupation biophysique des sols Corine Land Cover (CLC), est marquée par l'importance des territoires agricoles (82,8 % en 2018), une proportion sensiblement équivalente à celle de 1990 (83,1 %). La répartition détaillée en 2018 est la suivante :
terres arables (48,7 %), zones agricoles hétérogènes (22,1 %), forêts (15,7 %), prairies (12 %), zones urbanisées (0,8 %), milieux à végétation arbustive et/ou herbacée (0,6 %). L'évolution de l’occupation des sols de la commune et de ses infrastructures peut être observée sur les différentes représentations cartographiques du territoire : la carte de Cassini (XVIIIe siècle), la carte d'état-major (1820-1866) et les cartes ou photos aériennes de l'IGN pour la période actuelle (1950 à aujourd'hui).

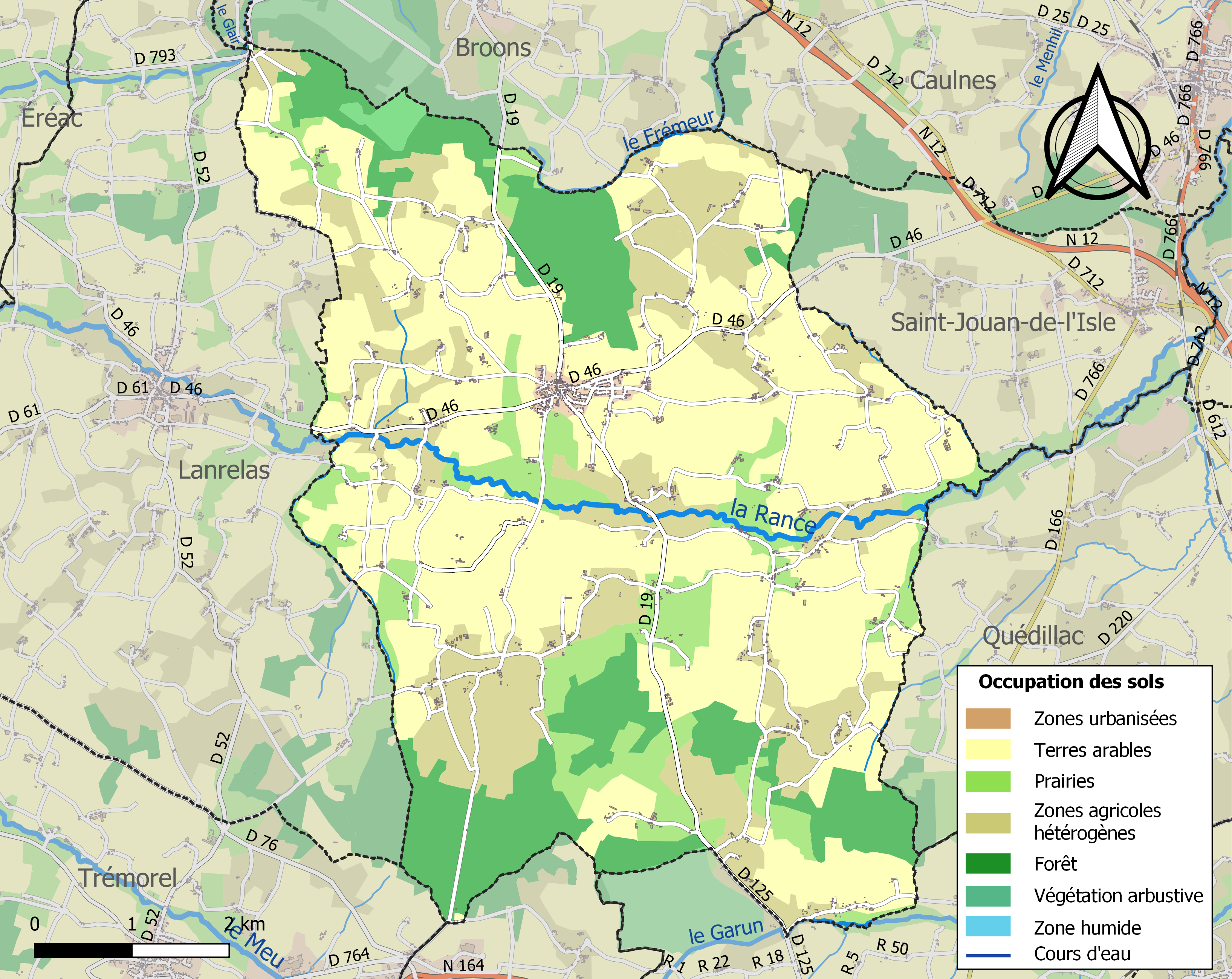
Carte des infrastructures et de l'occupation des sols de la commune en 2018 (CLC).

## Toponymie
Le nom de la localité est attesté sous les formes Plebs Maelcat en 846, 863 et 869, Ploemagada en 1182, Parochia de Plomagoat en 1282, Plomaugat vers 1330, Plumaugat en 1405, Plumagad au XVe siècle.
Le nom de la commune vient de plou qui signifie paroisse (dénomination assez fréquente en Bretagne) et Maugat (nom du saint fondateur). Plumaugat est donc la « paroisse de Melgat/Maugat ».

## Histoire

### Moyen Âge
La commune de Plumaugat aurait vu naître Nominoë (premier roi de Bretagne) mais aucun document historique ne l'atteste[réf. nécessaire].
Toutefois, la paroisse existait bel et bien, à cette époque, puisqu'un document datant de 863 parle d'une donation d'une de ses habitantes.

### LeXXesiècle

#### Les guerres duXXesiècle
Le monument aux Morts porte les noms de 158 soldats morts pour la Patrie :
- 146 sont morts durant la Première Guerre mondiale.
- 12 sont morts durant la Seconde Guerre mondiale.

#### L'après Seconde Guerre mondiale
Entre 1946 et 1960 plusieurs dizaines de jeunes de Plumaugat, Éréac, Lanrelas, Mauron, Saint-Méen, etc.. sont partis faire la récolte des betteraves à sucre dans le nord de la France pour gagner leur vie et améliorer l’ordinaire de leur famille restée au pays.
En mars 1974 une épidémie de fièvre aphteuse frappe particulièrement l'est du département des Côtes-du-Nord, notamment les communes de Caulnes, Guitté et Plumaugat. Un cordon sanitaire fut mis en place autour des exploitations agricoles concernées, les fermes désinfectées, des pédiluves installés à l'entrée des bâtiments. Des laissez-passer sont exigés pour pouvoir circuler et des fosses creusées à la hâte pour ensevelir sous de la chaux les cadavres des animaux.
Francis Leroy, maire à l'époque, témoigne : « Ma ferme s'est retrouvée en isolement et tout le cheptel a été abattu : 250 porcs et 25 vaches laitières ».

## Héraldique
| Blason de Plumaugat | Blason  | D'argent aux trois bandes d'azur.                |
| Blason de Plumaugat | Détails | Le statut officiel du blason reste à déterminer. |

## Politique et administration
| Période                                  | Période                       | Identité                       | Étiquette | Qualité |
| ---------------------------------------- | ----------------------------- | ------------------------------ | --------- | --- |
| 1790                                     |                               | Mathurin Duval                 |           | |
| Les données manquantes sont à compléter. |                               |                                |           | |
|                                          |                               | Pierre Blanchard               |           | |
|                                          | 1820                          | Julien Piel                    |           | |
| 1820                                     | 1830                          | Pierre Orinel (1782-1855)      |           | |
| 1832                                     | 1833                          | Hyacinthe Lorin                |           | |
| 1833                                     | 1845                          | Joseph Thomas                  |           | Ancien adjoint au maire |
| 1845                                     | 1854                          | Guillaume Orinel               |           | |
| 1854                                     | 1874                          | Mathurin Houssaye (1810-1884)  |           | |
| mars 1874                                | novembre 1876                 | Jean Benoît                    |           | Ancien adjoint au maire |
| novembre 1876                            | décembre 1879                 | Charles Marie Chevalier        |           | Ancien adjoint au maire |
| décembre 1879                            | août 1880                     | Francis Béchu                  |           | |
| août 1880                                | janvier 1882                  | Julien Marie Jouan             |           | Ancien adjoint au maire |
| janvier 1882                             | avril 1883                    | Jean Joseph Texier             |           | |
| avril 1883                               | janvier 1890                  | Arsène Lebreton                |           | |
| janvier 1890                             | février 1893                  | Jean Joseph Texier             |           | |
| avril 1893                               | après 1906                    | Arsène Lebreton                |           | |
|                                          | février 1931 (décès)          | Désiré Pacé                    |           | Ancien adjoint au maire |
| Les données manquantes sont à compléter. |                               |                                |           | |
| octobre 1944                             | août 1975 (décès)             | Joseph Geffray (1901-1975)     |           | |
| septembre 1975                           | mars 1977                     | Frédéric Blanchard (1928-2024) |           | Concessionnaire en machines agricoles |
| mars 1977                                | mars 1989                     | Pierre de Mellon (1917-1995)   |           | |
| mars 1989                                | mars 2001                     | Jeanne Maillard                |           | Retraitée de l'enseignement Vice-présidente de la CC du Pays de Caulnes |
| mars 2001                                | mars 2008                     | Francis Leroy                  |           | Agriculteur Vice-président de la CC du Pays de Caulnes (2001 → 2008) |
| mars 2008                                | En cours (au 6 décembre 2022) | Mickaël Chevalier              | UDI-AC    | Technicien agricole Conseiller départemental de Broons (2015 → ) Président de la CC du Pays de Caulnes (2014 → 2016) 5e vice-président de Dinan Agglomération (2017 → ) Réélu pour le mandat 2020-2026 |

Membre de la communauté de communes du Pays de Caulnes jusqu'au 31 décembre 2016, date de sa dissolution, Plumaugat est rattaché depuis le 1er janvier 2017 à Dinan Agglomération.

## Démographie
L'évolution du nombre d'habitants est connue à travers les recensements de la population effectués dans la commune depuis 1793. Pour les communes de moins de 10 000 habitants, une enquête de recensement portant sur toute la population est réalisée tous les cinq ans, les populations de référence des années intermédiaires étant quant à elles estimées par interpolation ou extrapolation. Pour la commune, le premier recensement exhaustif entrant dans le cadre du nouveau dispositif a été réalisé en 2006.

En 2022, la commune comptait 1 156 habitants, en évolution de +6,74 % par rapport à 2016 (Côtes-d'Armor : +1,78 %, France hors Mayotte : +2,11 %).
| 1793  | 1800  | 1806  | 1821  | 1831  | 1836  | 1841  | 1846  | 1851  |
| ----- | ----- | ----- | ----- | ----- | ----- | ----- | ----- | ----- |
| 2 303 | 2 002 | 2 184 | 2 391 | 2 467 | 2 439 | 2 361 | 2 452 | 2 452 |

| 1856  | 1861  | 1866  | 1872  | 1876  | 1881  | 1886  | 1891  | 1896  |
| ----- | ----- | ----- | ----- | ----- | ----- | ----- | ----- | ----- |
| 2 453 | 2 480 | 1 320 | 1 289 | 2 520 | 2 637 | 2 638 | 2 608 | 2 637 |

| 1901  | 1906  | 1911  | 1921  | 1926  | 1931  | 1936  | 1946  | 1954  |
| ----- | ----- | ----- | ----- | ----- | ----- | ----- | ----- | ----- |
| 2 613 | 2 585 | 2 602 | 2 325 | 2 312 | 2 161 | 2 038 | 2 008 | 1 784 |

| 1962  | 1968  | 1975  | 1982  | 1990  | 1999  | 2006  | 2011  | 2016  |
| ----- | ----- | ----- | ----- | ----- | ----- | ----- | ----- | ----- |
| 1 655 | 1 518 | 1 357 | 1 229 | 1 126 | 1 004 | 1 028 | 1 119 | 1 083 |

| 2021  | 2022  | - | - | - | - | - | - | - |
| ----- | ----- | - | - | - | - | - | - | - |
| 1 130 | 1 156 | - | - | - | - | - | - | - |

## Lieux et monuments
Elle compte de nombreux monuments, notamment :
- L'église paroissiale (fin XIXe siècle) sous le patronage de Saint Pierre ;
- la chapelle de Bonne Rencontre (1583) ;
- la chapelle de Bénin ;
- la stèle de l'abbé Fleury (chef de la Résistance des Côtes-du-Nord assassiné en 1944) ;
- le site de « la Maison » avec des vestiges de la motte castrale ;
- de nombreuses croix ;
- le manoir de la Rivière (1678), un ancien presbytère devenu aujourd'hui un gîte qui accueille des groupes de personnes.
- Le château de Lozier inscrit en 1992 au titre des monuments historiques[29]
- Le château de l'Epinay à Plumaugat
- La croix de granit
- La motte féodale

## Personnalités liées à la commune
- Les Plumaugat et les seigneurs de Plumaugat :
  - Eudes de Plumaugat, croisé en 1248 ;
  - Eon de Plumaugat Connétable de Rennes en 1388, marié à Jeanne de Rougé, parents de Raoul de Plumaugat, qui fit une transaction le 20 octobre 1406 avec Jean de Plumaugat par laquelle il est convenu que Raoul portera les armes pleine et Jean avec différence ;
  - Caro de Plumaugat et Macé de Plumaugat étaient compagnons d'armes de Bertrand du Guesclin, connétable de France ;
  - Pierre de Plumaugat marié en 1455 avec Jeanne de Plorec ;
  - Allain de Plumaugat chambellan du duc de Bretagne François II, marié à Isabeau Giffard ;
  - Pierre de Plumaugat, mort en 1513 père de Marie-Marguerite de Plumaugat dame hérière de Plumaugat mariée en 1490 à Louis d’Yvignac, garde ordinaire d’Anne de Bretagne.
  - Marie de Plumaugat, dame de la Chasse, propriétaires de quatre manoirs et métairies et de quatre moulins, déclarait en 1513 détenir « jurisdiction, seigneurie, collier (instrument destiné à exposer les malfaiteurs), justice patibulaire, sergent franc »[30].

La seigneurie de Plumaugat passa ensuite dans les familles Yvignac, Guitté, d’Espinay de Vaucouleur, du Breil de Pontbriand, Bruc de Broon, Guéhéneuc de Boishue puis Mellon.
- L'abbé Fleury : né à Plumaugat le 30 janvier 1903, Eugène Fleury est ordonné prêtre le 10 juillet 1927, maître d’étude aux Cordeliers à Dinan avant l’ordination, puis il fut professeur à Saint-Charles (Saint-Brieuc) en octobre 1936 avant d’être nommé Vicaire de l’Église Saint-Michel de Saint-Brieuc.

Il devient membre du mouvement Défense de la France par l’intermédiaire de l’Abbé Chéruel en mai 1943. L’abbé Fleury recrute par la suite M. Métairie dont la maison devint le P.C du groupe D.F. qui se structure ensuite à partir d’août 1943 à Saint-Brieuc autour de Métairie, Hauet (masseur, chargé des faux papiers) et du pharmacien gaulliste Gallais. En contact avec des membres du Comité Départemental de Libération clandestin il organise l’une des premières réunions du CDL dans sa sacristie de l’Église Saint-Michel. Par la suite il remplace son collègue Chéruel au sein du CDL quelques semaines. Lieutenant de réserve, il dirige avec Jean Métairie un groupe de Corps Francs sous le nom de « Vengeance » fort d’environ 450 hommes organisés militairement en sections, compagnies qui à plusieurs reprises se heurtèrent aux Allemands avant le débarquement et qui seront intégrés par la suite dans l’Armée secrète. L’abbé Fleury est désigné délégué militaire du Mouvement de Libération Nationale (M.L.N), qui regroupe D.F, Libé-Nord, l’O.C.M et l’O.R.A ; Jean Métairie étant désigné chef départemental de l’Armée Secrète. Il aurait refusé de prendre le maquis pour happer à la menace d’arrestation.
L’abbé Fleury est arrêté par la Gestapo le  1er juillet 1944 un peu après midi, puis interné à la prison de Saint-Brieuc. Ses amis s’efforcent de lui faire parvenir un colis pendant sa détention. Torturé pendant les interrogatoires. Le 10, les gardiens refusent les colis déclarant que l’abbé Fleury serait parti le matin vers Rennes. En fait il a été fusillé le jour même (10 juillet). Son corps est retrouvé dans une fosse commune de la Forêt de Malaunay par des ouvriers chargé d’abattre des arbres le long de la Route nationale 12 quelques jours plus tard. Son corps est reconnu par l’abbé Le Solleu de Plouagat ainsi que l’abbé Le Duff de Guingamp qui signale dans un courrier daté du 12 juillet et adressé à l’Évêché qu’il a été appelé le matin à bénir une fosse commune découverte aux environs de Guingamp. Parmi les dix-sept cadavres que contenait ce charnier se trouvait celui d’un prêtre. Dans sa poche il y avait un mouchoir marqué E.F.